# Mauroux (Lot)
Mauroux ist eine französische Gemeinde mit 553 Einwohnern (Stand 1. Januar 2022) im Département Lot in der Region Okzitanien. Sie gehört zum Arrondissement Cahors und zum Kanton Puy-l’Évêque.
Nachbargemeinden sind Montayral im Nordwesten, Soturac im Norden, Touzac im Nordosten, Lacapelle-Cabanac im Osten, Sérignac im Südosten, Masquières im Süden und Thézac im Westen.

## Sehenswürdigkeiten

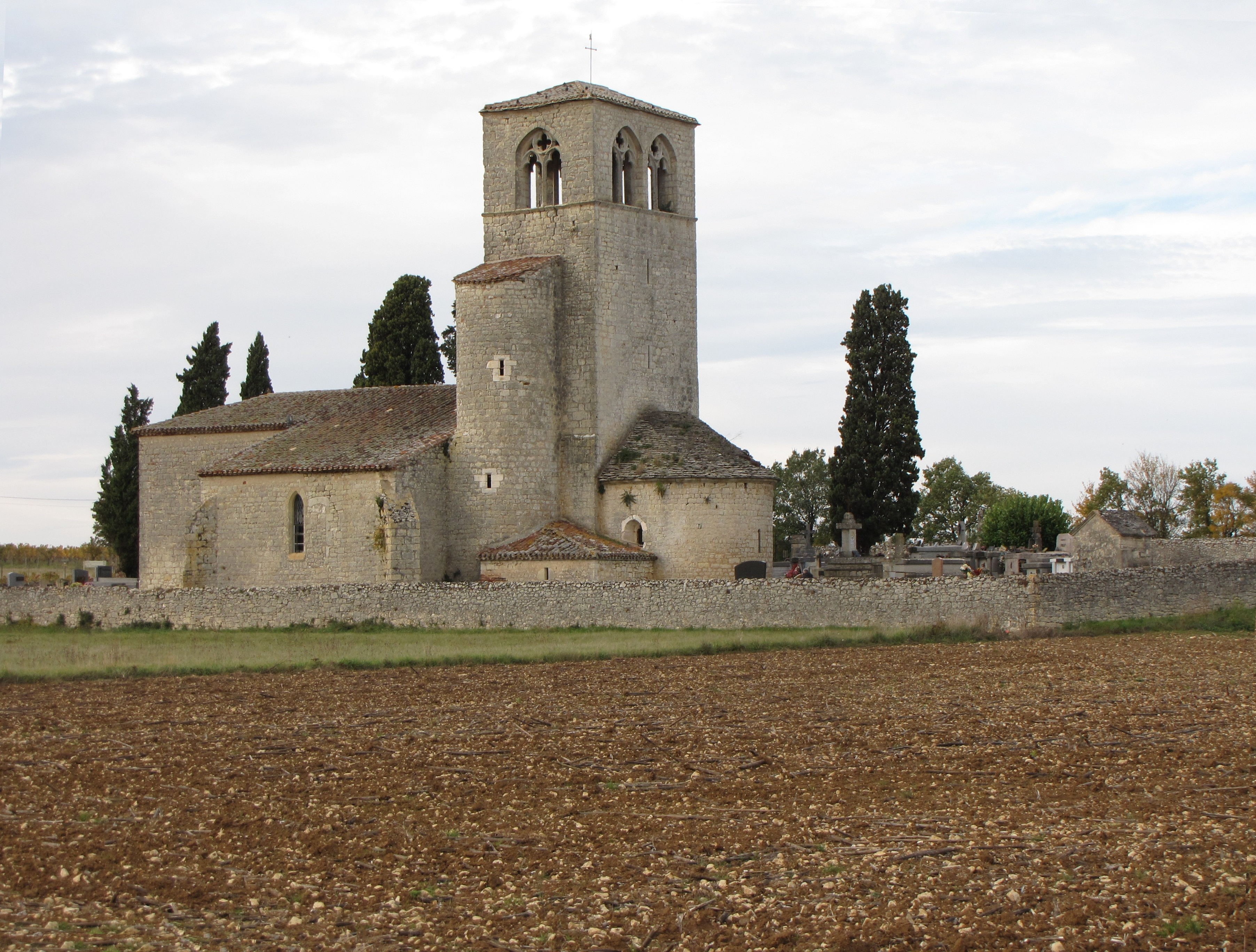
Kirche Notre-Dame de Cabanac, seit 1989 ein Monument historique

## Bevölkerungsentwicklung
| Jahr      | 1962 | 1968 | 1975 | 1982 | 1990 | 1999 | 2008 | 2018 |
| --------- | ---- | ---- | ---- | ---- | ---- | ---- | ---- | ---- |
| Einwohner | 338  | 353  | 325  | 336  | 371  | 417  | 524  | 530  |